# FC Garmisch-Partenkirchen
Az 1.FC Garmisch-Partenkirchen 1928 e.V. egy német labdarúgócsapat, melynek székhelye Garmisch-Partenkirchen városában van.

## Jelenlegi keret
2015. szeptember 18. szerint
| #  |     | Poszt | Név                |
| -- | --- | ----- | ------------------ |
| 1  | GER | K     | Hannes Eichschmid  |
| 5  | GER | V     | Lukas Josten       |
| 6  | GER | V     | Ionut Lazar        |
| 10 | GER | KP    | Andreas Grasegger  |
| 11 | GER | KP    | Hannes Mohr        |
| 12 | GER | CS    | Markus Burkhardt   |
| 13 | GER | V     | Matthias Riesch    |
| 16 | GER | KP    | Stefan Durr        |
| 21 | GER | K     | Sebastian Bartsack |
| 30 | GER | K     | Josef Zech         |
| 31 | GER | K     | David Rutz         |
| -  | GER | V     | Pascal Hiemer      |
| -  | GER | V     | Maximillian Hauck  |
| -  | GER | V     | Andreas Hauck      |
| -  | GER | V     | Michael Fellner    |

| # |     | Poszt | Név                 |
| - | --- | ----- | ------------------- |
| - | GER | V     | Florian Brandelik   |
| - | GER | V     | Florian Adlwärth    |
| - | GER | KP    | Florian Eckereder   |
| - | GER | KP    | Marcel Kic          |
| - | GER | KP    | Maxi Körner         |
| - | GER | KP    | Simon Marschalek    |
| - | TUR | KP    | Koray Etekli        |
| - | FRA | KP    | Mohammadou Diaby    |
| - | GER | KP    | Sebastian Mooshofer |
| - | GER | KP    | Sandu Poplecean     |
| - | GER | CS    | Alexander Frost     |
| - | GER | CS    | Srdjan Ivkovic      |
| - | GER | CS    | Beqir Loshi         |
| - | GER | CS    | edim Pekhamarat     |
| - | GER | CS    | Loshi Valmir        |

## Sikerei
- Bezirksoberliga Oberbayern: 1995-96

## Ismertebb edzők
- Norbert Eder
- Reiner Maurer